# Jacobus Cornelis Bloem

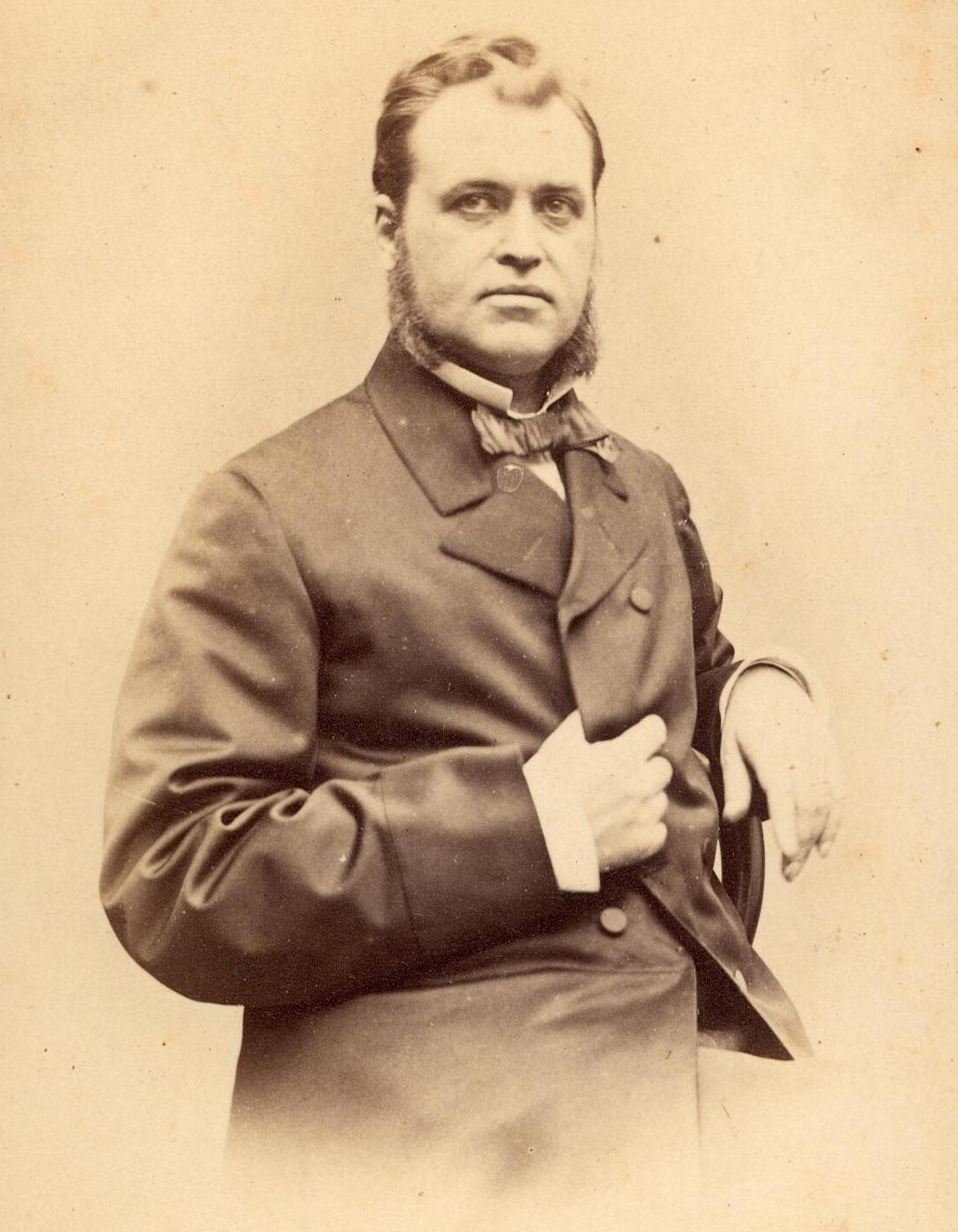
Jacobus Cornelis Bloem (1822-1902)

Jacobus Cornelis Bloem (Tilburg, 25 februari 1822 - Den Haag, 1 september 1902) was een Nederlands politicus, en minister van Financiën in het kabinet-Heemskerk Azn van 5 mei 1885 tot 21 april 1888.

## Levensloop
Bloem was opgeleid aan de Koninklijke Academie te Delft.
In 1848 begon Bloem zijn carrière bij de overheid als ontvanger van belastingen, en werd later controleur der belastingen. Van 1860 tot 1867 was hij chef afdeling directe belastingen bij het ministerie van Financiën met de rang van referendaris, waar hij van 1867 tot 1873 verder diende als hoofdinspecteur directe belastingen, het kadaster en de in- en uitgaande rechten en accijnzen. In juni 1873 werd hij ambteloos. Hij zat als lid in gemeenteraad van 's-Gravenhage van 4 september 1880 tot 13 mei 1885, en was minister van Financiën, van 5 mei 1885 tot 21 april 1888.
Hij was een conservatieve oud-belastinginspecteur, die in 1883 nog weigerde om minister van Financiën in het kabinet-Heemskerk Azn te worden, maar deze functie twee jaar later alsnog aanvaardde.
Als minister zag Bloem af van ingrijpende herzieningen in het belastingstelsel en had bij zijn wetgeving wisselend succes. De belangrijkste wet die hij in het Staatsblad bracht, was die op de staatsloterij.

### Personalia
Bloem was op 18 juni 1850 getrouwd in Groningen met Catharina Petronella Susanna Hugenholtz, die op 13 december 1865 overleed. Hij hertrouwde op 20 mei 1868 in Amsterdam met Carolina Jeannette Constance Bik.
Bloem was de vader van burgemeester Jacobus Willem Cornelis Bloem en daarmee de grootvader van dichter J.C. Bloem.

## Publicaties over J.C. Bloem
- Regt. "BLOEM (Jacobus Cornelis)" in: Nieuw Nederlands Biografisch Woordenboek (NNBW)